# James Lanman
James Lanman (Norwich, 1767. június 14. – Norwich, 1841. augusztus 7.) az Amerikai Egyesült Államok szenátora (Connecticut, 1819–1825).